# Aleksandra Kaniak
Aleksandra Maneta Kaniak is een in Polen geboren Amerikaanse actrice. Kaniak is naast actrice ook een gecertificeerde tolk en vertaalster van de Poolse taal naar het Engels. 

## Carrière
Kaniak begon in 1993 met acteren in de film Three of Hearts. Hierna heeft ze nog meerdere rollen gespeeld in films en televisieseries. Hiernaast heeft zij ook haar stem verleend aan computerspellen, het meest bekend is ze van haar rol als Luitenant Zofia in de computerspel Command & Conquer: Red Alert 2.

## Filmografie>

### Films
Uitgezonderd korte films.
- 2021 Dirty Little Deeds - als Amelia
- 2019 American Bistro - als Gwen
- 2011 Water for Elephants – als mrs. Jankowski
- 1998 Revenge Games – als Delaila
- 1996 Love & Sex etc. – als vrouw op feest
- 1995 Forbidden Games – als Amber
- 1994 Blindfold: Acts of Obsession – als Natalie
- 1994 Unconditional Love – als Mary Chambers
- 1993 Three of Hearts – als bruid

### Computerspellen
- 2014 Wolfenstein: The New Order - als Róza Oliwa
- 2004 Cool Girl – als Raven (stem)
- 2001 Command & Conquer: Yuri's Revenge – als luitenant Zofia
- 2000 Command & Conquer: Red Alert 2 – als luitenant Zofia